# Stor-Grundträsket
Het Stor-Grundträsket is een meer in Zweden. Het ligt in de gemeente Överkalix en is ongeveer drie bij een kilometer. Het sluit in het noorden op het Lill-Grundträsket aan en in het zuiden op een ander meer met dezelfde naam Lill-Grundträsket. Het water uit het Stor-Grundträsket stroomt de Kalixälven in naar de Botnische Golf.